# John Ogdon
John Andrew Howard Ogdon, född 27 januari 1937 i Mansfield Woodhouse, Nottinghamshire, död 1 augusti 1989 i London, var en brittisk pianist och tonsättare. 
Ogdon studerade 1953-57 vid Royal Manchester College of Music (föregångare till Royal Northern College of Music). Efter detta fick han sex veckors handledning av Egon Petri i Basel.
Han vann internationell framgång genom att vinna International Piano Competition in memory of Franz Liszt i Budapest 1961. Året därpå vann han delat första pris – tillsammans med Vladimir Asjkenazi vid Tjajkovskijtävlingen i Moskva.
Ogdon spelade in stor del av Sergej Rachmaninovs pianoproduktion, men också Charles-Valentin Alkans Symfoni och Busonis stora pianokonsert.
Hans egen verklista består av fyra operor, två stora orkesterverk, tre kantater, många sånger, kammarmusik, två pianokonserter samt en stor mängd verk för piano solo.
1973 drog Ogdon ner på sin framträdanden p.g.a. mental ohälsa. Tio år senare var han tillbaka återhämtad och släppte året före sin död ett mycket välmottaget CD-album av Sorabjis gigantiska Opus clavicembalisticum.
BBC har gjort en film med titeln Virtuoso om Ogdons liv, baserad på hans biografi, skriven av hans hustru och dubbelpianopartner, Brenda Lucas Ogdon. Rollen som John Ogdon spelades av Alfred Molina.